# Giles Martin
Giles Martin (Londra, 9 ottobre 1969) è un produttore discografico, cantante, polistrumentista, imprenditore e tecnico del suono britannico, celebre principalmente per aver remixato alcuni album dei Beatles, nonché per essere presidente della Calderstone Productions..

## Biografia
Giles Martin, figlio del produttore George Martin, è nato il 9 ottobre 1969, curiosamente lo stesso giorno di John Lennon. Crebbe senza molta consapevolezza dei Beatles, e fu scoraggiato da suo padre dal perseguire una carriera nella musica per timore dei paragoni tra padre e figlio.
Tuttavia, Giles ha continuato, prima suonando nella band Velvet Jones, poi scrivendo jingle al college.
Nel 2004 ha prodotto l'album multi-platino di Hayley Westenra Pure, l'album classico più venduto nel Regno Unito di tutti i tempi. Altri artisti con cui Martin ha lavorato includono Kula Shaker, Jeff Beck, Elvis Costello, INXS, Kate Bush, Elton John e The Rolling Stones.
Ha prodotto la musica per l'ultima rappresentazione di Broadway di Rent e ha lavorato con Martin Scorsese nel suo documentario George Harrison: living in the Material World. Altre collaborazioni cinematografiche includono il lavoro con Ron Howard nel suo documentario sui Beatles Eight Days a Week e il franchise d'azione britannico Kingsman. Martin è stato direttore musicale per il bio-pic su Elton John Rocketman.
Nel 2015, è stato il produttore responsabile della ripubblicazione audio aggiornata della compilation dei Beatles 1 (Remastered).
Nel 2017, è stato il produttore responsabile della ripubblicazione audio aggiornata dell'album dei Beatles Sgt. Pepper's Lonely Hearts Club Band.
Nel 2018, è stato il produttore responsabile della ripubblicazione audio aggiornata dell'album dei Beatles The Beatles (White Album). Alla fine dello stesso anno, Martin è diventato uno dei direttori artistici della Universal Music Group. Il ruolo è stato creato appositamente per Martin, dove lavora presso gli Abbey Road Studios, di proprietà della stessa etichetta.

### Attività successive (2019-presente)
Nel 2019 diventa proprietario di maggioranza e presidente della Calderstone Productions, etichetta che possiede i diritti sul catalogo dei Beatles, con la quale nel 2020 pubblica la raccolta The Study Songs, che contiene brani della band pubblicati nel biennio 1967-1968.
Nel 2019, è stato il produttore responsabile della ripubblicazione audio aggiornata dell'album dei Beatles Abbey Road.
Nel 2021, è stato il produttore responsabile della ripubblicazione audio aggiornata dell'album dei Beatles Let It Be (album).
Nel 2022, è stato il produttore responsabile della ripubblicazione audio aggiornata dell'album dei Beatles Revolver.
Nel 2023, è stato il produttore responsabile della ripubblicazione audio aggiornata dell'album dei Beach Boys Pet Sounds. Alla fine dello stesso anno, viene rilasciato Now and Then, l'ultimo brano della storia dei Beatles che ha co-prodotto insieme a Paul McCartney. Qualche giorno dopo il rilascio del brano, vengono rilasciate anche delle versioni remixate delle compilation The Beatles 1962-1966 e The Beatles 1967-1970, conosciuti anche come Red and Blue album.

### Premi
Giles Martin ha ricevuto due premi Grammy, entrambi nel 2007 per l'album della colonna sonora di Love, come produttore del Best Compilation Soundtrack Album For Motion Picture, Television Or Other Visual Media e come produttore surround del Best Surround Sound Album.
Nel 2022 ha vinto un Emmy Awards per il suo lavoro in The Beatles: Get Back.

### I Remix

#### Sgt. Pepper's Lonely Hearts Club Band (Super Deluxe Edition)
Nel 2017, viene pubblicata una ristampa ampliata dell'album dei Beatles, contenenti tutti i brani remixati in stereo con le nuove tecnologie di missaggio. È stata pubblicata il 26 maggio 2017, in occasione del 50º anniversario dell'album. L'uscita è stata accompagnata dal documentario della Apple Corps Sgt. Pepper's Musical Revolution, trasmesso da BBC, PBS e Arte. La promozione comprendeva cartelloni pubblicitari affissi nelle principali città del mondo. La ristampa ottenne il plauso della critica e raggiunse la vetta della UK Albums Chart.

#### The Beatles (Edizioni 50º anniversario)
Le edizioni remixate ed espanse di The Beatles sono state pubblicate il 9 novembre 2018. Questi set contengono 50 registrazioni inedite di canzoni dell'album, oltre ai demo di Esher registrati a casa di Harrison. Le quattro edizioni sono un set deluxe da tre CD, contenente il doppio album originale e un CD di demo di Esher; un'edizione super deluxe da sette dischi, che aggiunge tre CD di outtakes e un disco Blu-ray; un'edizione da due LP, comprendente la versione originale; e un'edizione da quattro LP, di cui due dischi contengono i demo di Esher. Dopo l'annuncio di queste edizioni a settembre, è stata pubblicata su Spotify e iTunes un'anteprima contenente tre versioni di "Back in the U.S.S.R."

#### Abbey Road (Super Deluxe Edition)
Il cofanetto è stato pubblicato il 27 settembre 2019. Presentato con nuovi mix in stereo, surround 5.1 e Dolby Atmos, ampliato con registrazioni di sessione e demo inedite, le uscite per l'anniversario includono un set di quattro dischi, un set di vinili da tre LP, un set di due CD, un picture disc in edizione limitata, uscite di CD e LP singoli, nonché digitale e in streaming. Il 26 settembre 2019, il canale YouTube dei Beatles ha pubblicato in anteprima un video musicale per "Here Comes the Sun" nel suo remix del 2019 per promuovere il 50º anniversario dell'album e l'edizione dell'anniversario.

#### Let It Be (Super Deluxe Edition)
Come i precedenti cofanetti per il 50º anniversario dei Beatles, Let It Be: Special Edition doveva originariamente essere pubblicato lo stesso mese dell'album originale. Tuttavia, a causa della pandemia COVID-19, l'uscita è stata posticipata a ottobre 2021. Un trailer di Let It Be: Special Edition è stato pubblicato nell'agosto 2021, due mesi prima della sua uscita. È stato anche rivelato che un libro contenente saggi, foto, appunti delle sessioni e un messaggio di Paul McCartney sui suoi pensieri sia sul cofanetto che sull'imminente documentario Get Back sarà incluso nel cofanetto. Let It Be: Special Edition contiene un remix dell'album originale Let It Be, insieme a brani salienti delle sessioni, outtakes, un EP contenente quattro ulteriori brani inediti e nuovi mix e una rimasterizzazione del mix originale di Get Back di Glyn Johns del 1969. Let It Be: Special Edition è disponibile sia in formato CD che in vinile.
Il cofanetto include la prima pubblicazione ufficiale del mix di Get Back del 1969, precedentemente disponibile in forma di bootleg. Tuttavia, alcune fonti affermano che, a causa di un errore, il vero mix del 1969 è disponibile solo nella versione giapponese del CD Super High Material (SHM), e che il mix di tutte le altre versioni combina elementi sia del mix del 1969 che del mix del 1970 dell'album Get Back.

#### Revolver (Super Deluxe Edition)
Nel luglio 2021, in una intervista rilasciata a Rolling Stone, Martin disse che la tecnologia di mixing si era "migliorata considerevolmente", a tal punto che stava pensando di poter remixare dischi come Revolver o Rubber Soul.
Il 28 ottobre 2022 venne quindi pubblicata un'edizione speciale di Revolver in formato box set sia in vinile sia in CD, con il nome Revolver Special Deluxe Edition. Ciò venne reso possibile dalla nuova tecnologia per la pulizia del suono, sviluppata dalla casa WingNut Films di proprietà del regista Peter Jackson, oltre al missaggio mono originale del 1966, estratti delle sessioni di registrazione in studio, demo, oltre all'inserimento di brani quali Paperback Writer e Rain, registrati durante le sessioni per l'incisione dell'album avvenute nel 1966; inoltre, vi è in allegato un DVD contenente nuovi video musicali dei brani Taxman, I'm Only Sleeping e Here, There and Everywhere.

#### Pet Sounds (Deluxe Edition)
Nel 2023, un remix realizzato con la Dolby Atmos è stato creato da Giles Martin, che ha seguito da vicino il mix stereo di Linett del 1996.

## Vita privata
È sposato con Melanie Gore-Grimes, di origini nobiliari irlandesi. La coppia ha due figli e vive a Londra.

## Discografia

### Produttore

#### Live e raccolte
- 2006 - Love (The Beatles)
- 2016 - Live At The Hollywood Bowl
- 2022 - The Beatles: Get Back - The Rooftop Concert

#### Remix
- 2015 - 1 (Compilation)
- 2017 - Sgt. Pepper's Lonely Hearts Club Band
- 2018 - The Beatles (album) (White Album)
- 2019 - Abbey Road
- 2021 - Let It Be (album)
- 2022 - Revolver
- 2023 - Pet Sounds
- 2023 - The Beatles 1962-1966 (Red Album); The Beatles 1967-1970 (Blue Album)

## Filmografia
- 2021 - The Beatles: Get Back